# Farmington, Minnesota
Farmington är en stad i Dakota County i Minnesota. Vid 2020 års folkräkning hade Farmington 23 632 invånare.